# خط فاز (ریاضیات)

یک طرحی از (چپ) و خط فاز آن (راست). در این حالت a و c هر دو چاه هستند و b چشمه است.

در ریاضیات، خط فاز نموداری است که رفتار کیفی یک معادله دیفرانسیل معمولی خودگردان را در تک متغیر، {\displaystyle {\tfrac {dy}{dx}}=f(y)}  نشان می‌دهد. خط فاز شکل ۱ بُعدی از فضای فاز {\displaystyle n}-بُعدی عمومی است، و به راحتی قابل تجزیه و تحلیل است.

## نمودار
یک خط، معمولاً عمودی، بازه ای از دامنه مشتق را نشان می‌دهد. نقاط بحرانی (یعنی ریشههای مشتق، نقاط {\displaystyle y} به طوری که {\displaystyle f'(y)=0}) مشخص شده و فواصل بین نقاط بحرانی علائم آنها با فلش نشان داده شده‌است: فاصله‌ای که مشتق بر آن مثبت است دارای یک پیکان در جهت مثبت در امتداد خط (بالا یا راست) است و فاصله‌ای که مشتق در آن منفی است، فلشی در جهت منفی در امتداد خط (پایین یا چپ) قرار دارد. خط فاز از لحاظ شکل یکسان با خط مورد استفاده در آزمون مشتق اول است، غیر از این‌که به‌جای افقی به صورت عمودی ترسیم شده‌است، و تفسیر تقریباً یکسان است، با همان دسته‌بندی از نقاط بحرانی.